# Botryllophilus spinulosus
Botryllophilus spinulosus – gatunek widłonoga z rodziny Botryllophilidae. Nazwa naukowa tego gatunku skorupiaków została opublikowana w 2012 roku przez japońską zoolog Shigeko Ooishi.